# Videorasterstereographie
Die Videorasterstereographie (kurz VRS; lateinisch videre = „sehen“ / altgriechisch στερεος stereos = „Raum/räumlich, fest“ / γράφειν graphein = „zeichnen“, „schreiben, beschreiben“) ist ein computergestütztes lichtoptisches Verfahren, das in der medizinischen Diagnostik zur Vermessung und dreidimensionalen Darstellung der Wirbelsäule, der Körperhaltung und des Beckens eingesetzt wird.

## Anwendung

### Funktionsweise

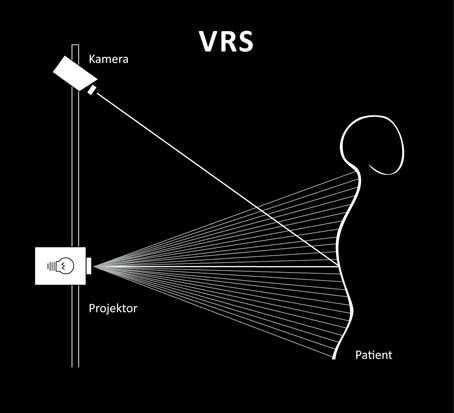
Technische Funktionsweise der Videorasterstereographie (VRS)

Die VRS basiert physikalisch auf dem Prinzip der Triangulation.
Das Messsystem besteht aus einem Licht-Projektor, der ein horizontales Linienraster auf den Rücken des Patienten projiziert, das von einer Kameraeinheit aufgezeichnet wird. Eine Software analysiert die Linienkrümmungen, die aufgrund der Rückenoberfläche entstanden sind und generiert daraus durch Photogrammetrie ein dreidimensionales Abbild der Oberfläche, gleichsam eines virtuellen Gipsabdrucks. Anhand der Oberflächenkrümmung und durch die automatische Detektion anatomischer Fixpunkte lassen sich so der räumliche Verlauf der Wirbelsäule und die Stellung des Beckens rekonstruieren. Im Unterschied zur Röntgenuntersuchung liefert die VRS in nur einem Messvorgang dreidimensionale Informationen über die gesamte Körperstatik und Haltung, wie Wirbelsäulenkrümmung (lateral und frontal), Wirbelkörperrotation oder Beckenstellung. Sogar muskuläre Dysbalancen lassen sich aus dem Krümmungsbild der Rückenoberfläche ablesen.

### Messvorgang
Zur dreidimensionalen Wirbelsäulenvermessung steht der Patient mit entkleidetem Rücken in einem Abstand von ca. 2 Metern von der Stereobasis mit der Projektions- und Aufnahmevorrichtung entfernt. Der Patient nimmt seine natürliche Haltung ein, die Kniegelenke sollten locker gestreckt sein. Mittels einer zusätzlichen Simulationsplattform ist es möglich, eventuell vorliegende Beckenasymmetrien oder Beinlängendifferenzen unmittelbar auszugleichen. Für die Aufnahme ist der Raum leicht abzudunkeln, damit die Linienprojektionen auf dem Rücken des Patienten gut sichtbar und störungsfrei abgebildet werden können. Die Vermessung selbst dauert nur wenige Sekunden und ist einfach durchzuführen. Anhand der gewonnenen Daten erfolgt eine dreidimensionale Oberflächen-Analyse der Wirbelsäulenform und der Beckenposition.

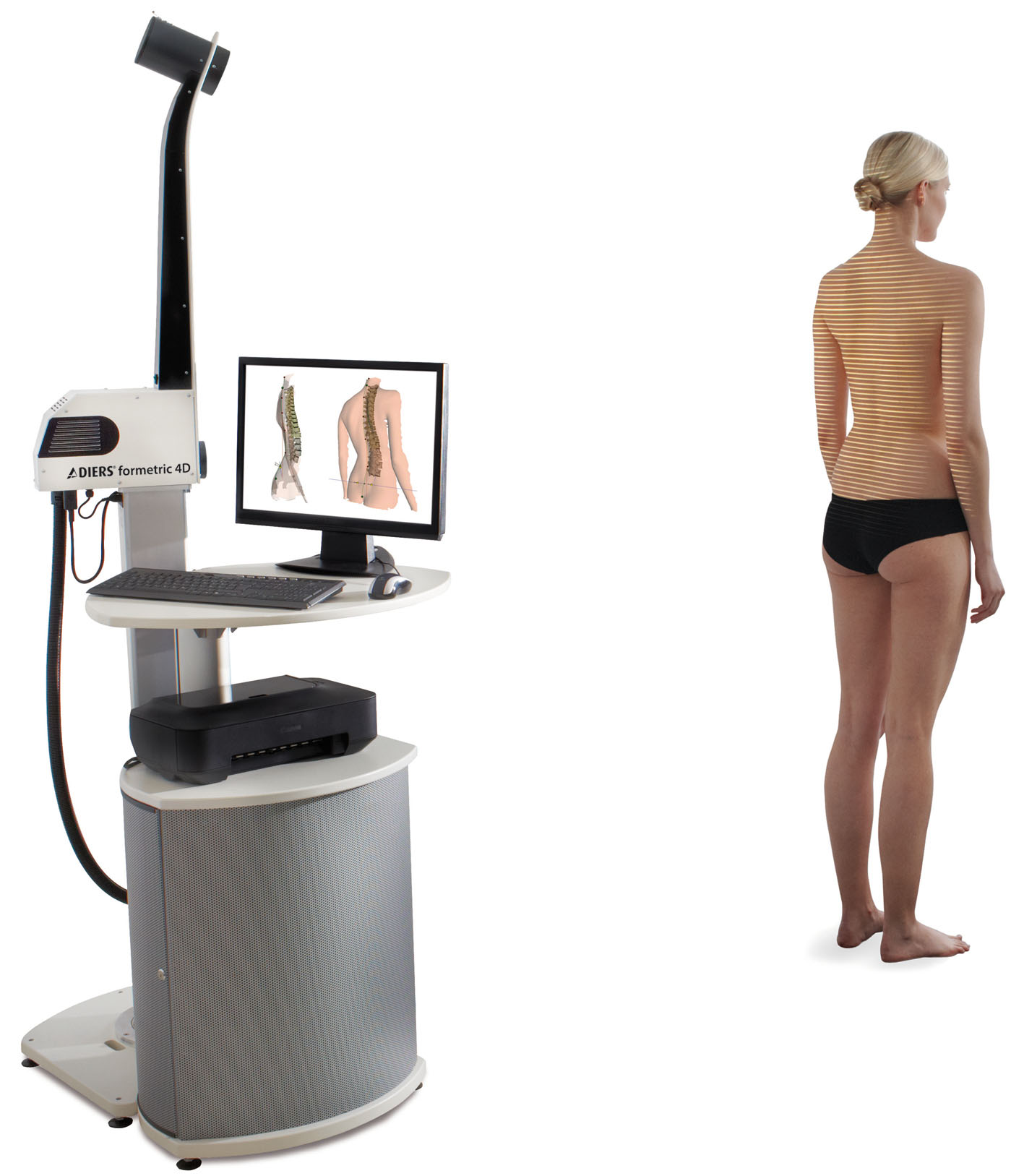
Schematische Darstellung einer Patientin bei einer videorasterstereographischen Untersuchung

### Klinische Anwendung
Die Videorasterstereographie kann bei den folgenden Indikationen eingesetzt werden:
- Skoliosen,[2] und dabei auch bei der Korsettanfertigung
- Haltungsdefiziten und Fehlhaltungen (u. a. Hyperlordose, Hyperkyphose)
- Beckenschiefstand und Beckentorsion
- Realen und funktionellen Beinlängendifferenzen
- Craniomandibulären Dysfunktionen (Funktionsstörung des Kiefergelenks)[3]
- Muskulären Haltungsschwächen (Haltungstest nach Matthiass)[4]
- Zur Verlaufskontrolle bei „haltungskorrigierenden“ Einlagen[5]
- Kontrolle einer medizinisch basierten Trainingstherapie
- Kontrolle nach operativen Eingriffen, z. B. nach Einsetzen einer Hüftgelenks- oder Kniegelenks-Prothese und nach Operationen an der Wirbelsäule[6]

Die VRS kann als strahlenfreie Ergänzung zum Röntgen während Verlaufskontrollen bei der Behandlung von Wirbelsäulendeformitäten angeboten werden. Im Rahmen einer Metaanalyse aus dem Jahr 2020 kommen die Autoren zum Schluss, dass es sich bei der VRS um eine zuverlässige und valide Methode handelt, die es ermöglicht bei Patienten die Körperhaltung und Wirbelsäulenstellung zu beurteilen und zu bewerten.
Nach Analyse des IQWiG sollten weitere Studien mit einem direkten Vergleich von Röntgenaufnahmen und der VRS durchgeführt werden. Zusammenfassend ist die VRS aus Sicht der Autoren eine gute Zusatzoption und Ergänzung zum konventionellen Röntgen und zur klinischen Untersuchung für die Verlaufskontrolle von idiopathischen Skoliosen.

## Alternativen
Das Prinzip der Optrimetrie basiert wie auch die VRS auf einer Darstellung des Patientenrückens mittels Videoaufnahme, die allerdings manuell nach der Oberflächenrotation ausgewertet wird. Dazu werden an mehreren verschiedenen, aus klinischer Sicht interessanten Stellen, die Streifen der Diaprojektion auf der einen Seite des Patientenrückens markiert und entlang der Rückenoberfläche verfolgt. Aus dem Startpunkt auf der einen Seite des Patientenrückens und ihrem Endpunkt auf der anderen Seite lässt sich eine Gerade darstellen, deren Winkel zur Horizontalen eine Aussage über die Rotation des Körpers an dieser Stelle zulässt. Zur Beurteilung des Verlaufs der Dornfortsätze müssen bei dem Patienten diese manuell mit Markern abgeklebt werden, was bei der VRS dagegen durch automatische Detektion geschieht. Darüber hinaus ist mit dem Optrimetrie-Verfahren im Unterschied zur VRS keine Analyse von Wirbelkörperrotationen und der Beckenstellung (Verwringung) oder die Darstellung einer mit dem Röntgenbild vergleichbaren Wirbelkörpermittellinie möglich. Auch eine 3D-Rekonstruktion der Wirbelsäule selbst ist mit diesem Verfahren nicht möglich.

## Geschichte
Die Grundlagen für die Videorasterstereographie wurden in den 1980er Jahren an der Westfälischen Wilhelms-Universität Münster von der Abteilung für experimentelle Biomechanik unter der Leitung von Eberhard Hierholzer und Burkhard Drerup entwickelt. Hintergrund war die Suche nach strahlungsfreien Methoden zur Verlaufsbeobachtung bei Patienten mit Skoliose.
Zunächst ging es um ein berührungsloses und strahlenfreies Vermessen und Anfang der 1990er Jahre kam mit dem DIERS formetric das erste medizinisch zertifizierte VRS-Messgerät auf den Markt.